# Борисоглебский учебный авиационный центр подготовки лётного состава имени В. П. Чкалова
Борисоглебская учебная авиационная база Военного учебного научного центра Военно-воздушных сил (ВУНЦ ВВС) «Военно-воздушная академия им. профессора Н. Е. Жуковского и Ю. А. Гагарина» — учебный авиационный центр подготовки лётного состава Военно-воздушных сил Российской Федерации, расположенный в Борисоглебске.
Центр является преемником 2-й военной школы лётчиков Красного Воздушного флота, основанной в 1922 году (с 1969 года — Борисоглебское высшее военное авиационное училище лётчиков им. В. П. Чкалова, с 1990 года — Борисоглебский учебный авиационный центр подготовки лётного состава им. В. П. Чкалова, с 1992 1999 годы — филиал Воронежского военного инженерного авиационного института).

## История
Приказом начальника Главного управления Красного Воздушного флота № 174 в декабре 1922 года в Борисоглебске была основана военная школа лётчиков  для подготовки лётчиков-истребителей, лётчиков-разведчиков и лётчиков-бомбардировщиков. Приказом РВС Республики от 5 января 1923 года ей было присвоено наименование 2-я военная школа лётчиков Красного Воздушного флота. Школа размещалась в полуразрушенных казармах 6-го запасного кавалерийского полка, пустовавших со времени его расформирования в 1917 году. Первый набор составил 47 учлётов, учебными самолётами были Morane-Saulnier L и Avro 504. Одними из первых её выпускников (первые 10 лётчиков окончили школу в октябре 1923 года) были Валерий Чкалов и Пётр Пумпур. В первые годы выпускники школы для завершения лётной подготовки направлялись в другие учебные заведения, но в 1925 году 2 ВШЛ перешла на полный (так называемый «завершённый») курс обучения лётчиков с присвоением выпускникам званий «военный лётчик РККА» и «красный командир РККА». В том же году школа начала обучение и иностранных лётчиков из Афганистана и Китая.
В 1933 году решением ЦИК СССР училищу было вручено почётное Красное Знамя. 
С 28 декабря 1938 года согласно приказу наркома обороны СССР Маршала Советского Союза К. Е. Ворошилова Борисоглебской авиационной школе было присвоено имя В. П. Чкалова. Полное название школы с этого момента — «Борисоглебская Краснознаменная военная авиационная школа имени В. П. Чкалова».
Приказом НКО СССР № 049 от 05.02.1941 школа переименована в Борисоглебскую Краснознамённую военную авиационную школу пилотов имени В.П. Чкалова. 
В 1942 году училище было эвакуировано в город Троицк, Челябинской области. 15 апреля 1943 года оно было награждено Орденом Ленина.
С 1969 года статус училища изменился; оно было переименовано в Борисоглебское высшее военное авиационное училище лётчиков им. В. П. Чкалова.
С 1990 года — Борисоглебский учебный авиационный центр подготовки лётного состава им. В. П. Чкалова. С 1992 года по 1999 год — филиал Воронежского военного инженерного авиационного института.
С 2010 года — Учебный авиационный центр подготовки летного состава фронтовой бомбардировочной и штурмовой авиации им. В. П. Чкалова.
С 2012 года — Борисоглебская учебная авиационная база ВУНЦ ВВС «ВВА».
В настоящее время укомплектовывается учебными самолётами Як-130.

## Командование

### Начальники 2-й военной школы летчиков
- Ремезюк, Василий Маркович (1923—1924)
- Ягушевский, Владимир Владиславович (1924—1929)
- Мейер, Алексей Петрович (1929—1931)
- Харитонов, Георгий Иванович (1931—1932)
- Скробук, Иосиф Васильевич (1932—1934)
- Померанцев, Зиновий Максимович (1934—1935)
- Сорокин, Яков Васильевич (1935—1937)
- Богослов, Иван Ефремович (1937—1938)
- Ухов, Валентин Петрович (1938—1940)
- Туренко, Евгений Георгиевич (1940—1941)
- Литвинов, Виктор Яковлевич (1941—1942)
- Курдубов, Фёдор Григорьевич (1942—1946)

### Начальники Борисоглебского ордена Ленина Краснознамённого военного авиационного училища лётчиков им. В. П. Чкалова
- Иванов, Иван Иванович (1946—1948)
- Орлов, Константин Дмитриевич (1948—1950)
- Гайдамака, Фёдор Кириллович (1950—1951)
- Анохов, Павел Иванович (1951—1953)
- Душутин, Николай Иванович (1954—1955)
- Курочкин, Алексей Иннокентьевич (1955—1960)

### Начальники Борисоглебского высшего военного авиационного ордена Ленина Краснознаменного училища летчиков им. В. П. Чкалова
- Никонов, Анатолий Николаевич (1969—1975)
- Волков, Альберт Дмитриевич (15 декабря 1976 — 15 мая 1980)[5]
- Михайлов, Владимир Сергеевич (1980—1985)
- Морозов, Анатолий Иванович (1986—1990)

### Начальники Борисоглебского учебного авиационного центра подготовки летного состава (УАЦ ПЛС) им. В. П. Чкалова
- Шульгин Владимир Михайлович (1990—1996)
- Стыценков Владислав Григорьевич (1996—1997)

### Начальники Борисоглебского авиационного гарнизона
- Стрельников Владимир Александрович (1997—2000)
- Кликушин Георгий Петрович (2000—н. в.)